# شکستگی ران
شکستگی ران شکستگی استخوان است که در استخوان ران رخ می‌دهد. به دلیل نیروی زیادی که برای شکستن استخوان لازم است، این رخداد معمولاً در ترومای با ضربه زیاد مانند تصادفات اتومبیل روی می‌دهند. شکستگی تنه استخوان یا میانه استخوان ران متفاوت از سر، گردن و تروکانتر است.

## علائم و نشانه‌ها
شکستگی معمولاً واضح است، زیرا شکستگی استخوان ران اغلب ناشی از ضربه‌ای با انرژی بالا است. علائم شکستگی شامل تورم، تغییر شکل و کوتاه شدن پا است. آسیب بافت نرم، خونریزی و شوک گسترده است. شایع‌ترین علامت درد شدید است که از حرکت پا جلوگیری می کند.